# Electrologica X1
Die Electrologica X1 (oder einfach EL X1) war ein Digital-Computer, der in den Niederlanden konstruiert und von 1958 bis 1965 produziert wurde. Etwa 30 Anlagen wurden gebaut und auch ins Ausland verkauft.

## Entwicklung
Die X1 wurde im Mathematisch Centrum Amsterdam von Carel Scholten und Bram Loopstra entworfen. Produziert wurde die X1 von der Electrologica NV, einer Firma, die eigens dazu vom Mathematisch Centrum und der Versicherungsfirma Nillmij 1958 gegründet worden war.

## Einsatz
Eine Anlage wurde an eine Kaffeefirma in Deutschland verkauft, von wo sie auf Initiative von Horst Herrmann 1962 als Gebrauchtmaschine zur TU Braunschweig gelangte, wo sie bis 1975 im Einsatz war (die Maschinen behielten bis zum Schluss einen gewissen Kaffeeduft). Es gab dort eine etwas größere Anlage, die per Lochstreifen, Lochkarte oder Magnetband gefüttert werden konnte und die nur von professionellen Operatoren oder von eingewiesenen Benutzern bedient wurde, sowie eine kleinere, die nur mit Lochstreifen (Eingabe und Ausgabe) und elektrischer Schreibmaschine ausgestattet war und im Selbstbedienungsbetrieb durch die Studenten lief. Sie wurden praktisch ausschließlich in Algol 60 programmiert.

## Aufbau
Die X1 war ein volltransistorisierter Binärcomputer mit Ringkernspeicher. Die Schaltungen waren als Steckmodule in Metallbechern von etwa Zigarettenschachtelgröße ausgeführt. Ein Modul enthielt in diskreter Transistor-Logik ein einzelnes logisches Gatter, also meist einen oder zwei Transistoren. Die CPU war ein würfelförmiger Schrank von etwa einem Kubikmeter Volumen.
Die Wortlänge des Speichers war 27 Bit. Eine kleinere Maschine hatte davon etwa 7 KWorte, was einen zweiten Schrank von gleicher Größe wie die CPU füllte. Maximal konnten 32.768 Speicherplätze adressiert werden, da 15 Adressbits vorhanden waren.
Die „kleine X1“ konnte direkt ca. 3 kByte Speicher benutzen, mit „geteiltem Compiler“ 8 kByte; die „große X1“ konnte 16 kByte Speicher benutzen.
Als Peripherie waren Lochstreifen, Lochkarten, Magnetband, Zeilendrucker, DIN-A1-Plotter und elektrische Schreibmaschinen verfügbar. Die X1 war einer der ersten europäischen Computer mit einem Interrupt-System. Darauf aufbauend konnten die Schnittstellen zu Peripheriegeräten wesentlich effizienter ausgeführt werden, so dass sie vor allem einen gewissen Puffer zwischen schneller CPU und langsamer Peripherie boten, nach Art eines Ausgabekanals späterer Großrechner.
Wie bei den Konkurrenzmodellen Zuse Z22 und der ZEBRA konnten alle Befehle, nicht nur die Verzweigungen, bedingt (conditional) ausgeführt werden. Dies ermöglichte besonders kompakt geschriebene Programme. Das folgende Beispiel zeigt das Laden des Absolutbetrags des Speicherwertes aus Speicherstelle n in den Accumulator A:
```
   2A n P  // [n] nach A kopieren
 N 3A n    // wenn A negativ ist, kopiere -[n] nach A
```

Eine bemerkenswerte Eigenheit der X1, oder zumindest der Leute, die mit ihr arbeiteten, war die Benutzung von 32-bittiger Notation in einer eigenen Basis-32-Zahlendarstellung für die Adressen.
Die X1 war der Gegenstand von Edsger W. Dijkstras Doktorarbeit und die Zielmaschine für den ersten komplett implementierten Algol-60-Compiler, fertiggestellt von Dijkstra und Jaap Zonneveld. 1965 wurde die X1 von der X8 abgelöst. Electrologica wurde im folgenden Jahr von Philips übernommen.

## Bilder
Die folgenden Bilder (bis auf das letzte) wurden aufgenommen, kurz bevor und nachdem 1975 die X1 der TU Braunschweig abgerissen wurde.

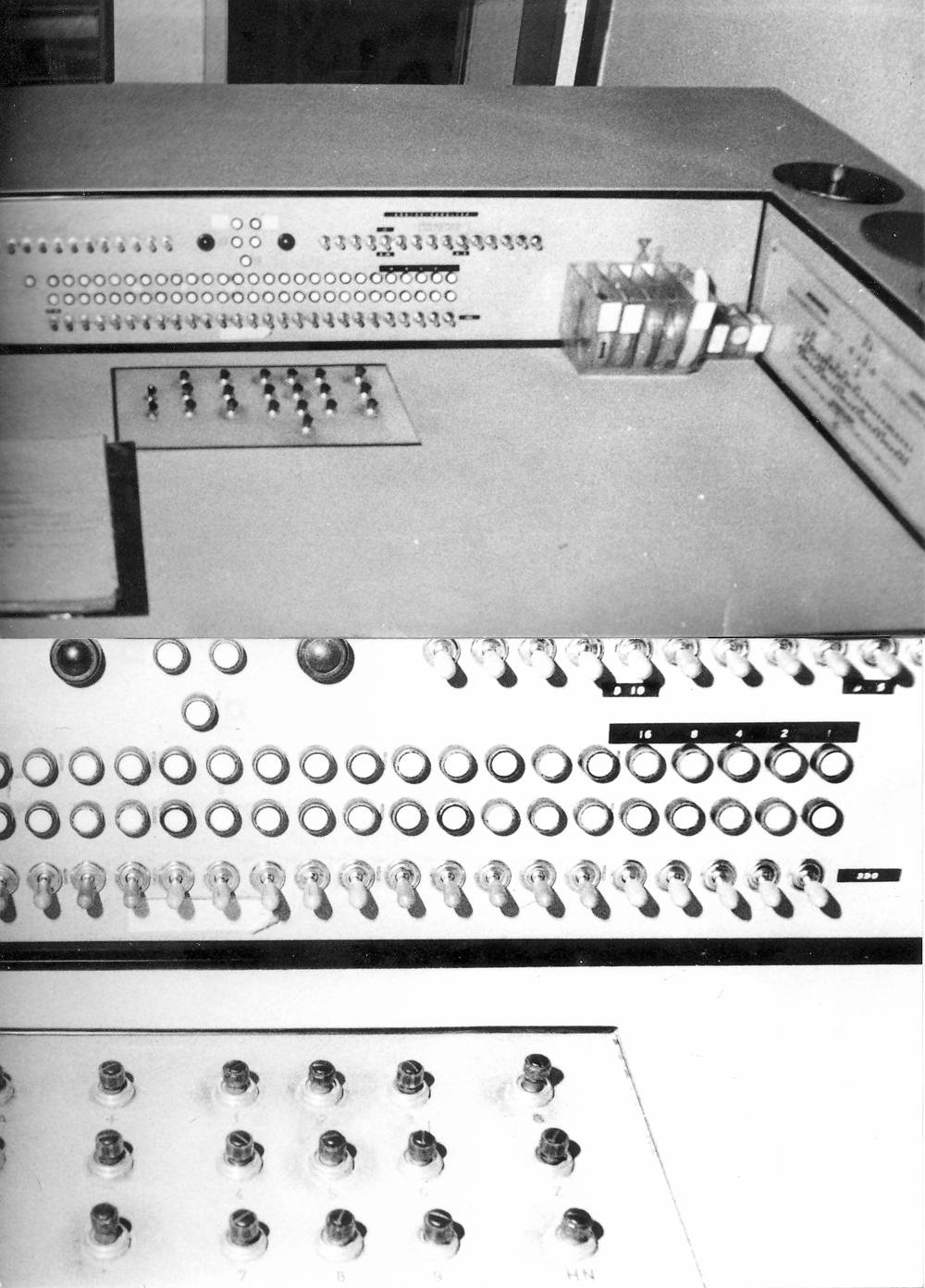
X1-Konsole. In den Plastikschubern die Lochstreifenrollen von Checker, zwei Algol-60-Compilern und diversen Tools, rechts zwei Scheiben der Lochstreifen-Aufwickelmechanik (handbetrieben).
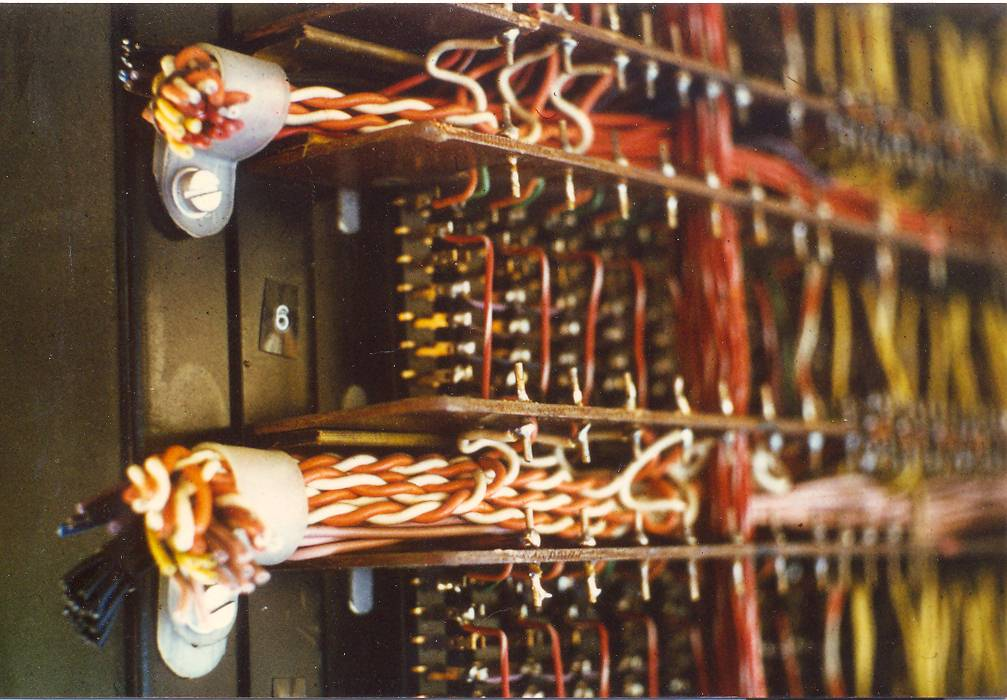
X1-Backplane mit Verdrahtung nach Abriss
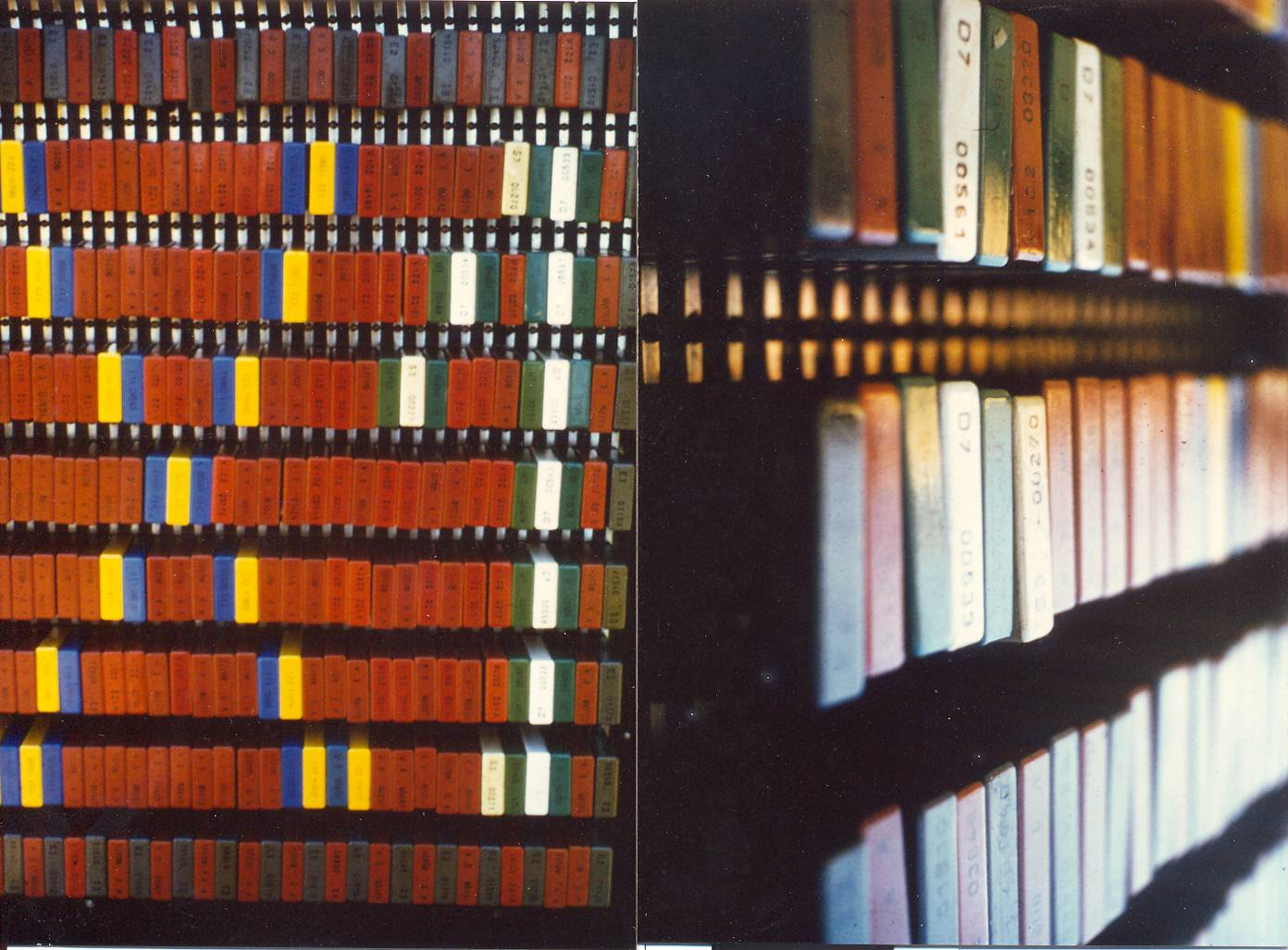
X1-Module nach Abriss, umgesteckt
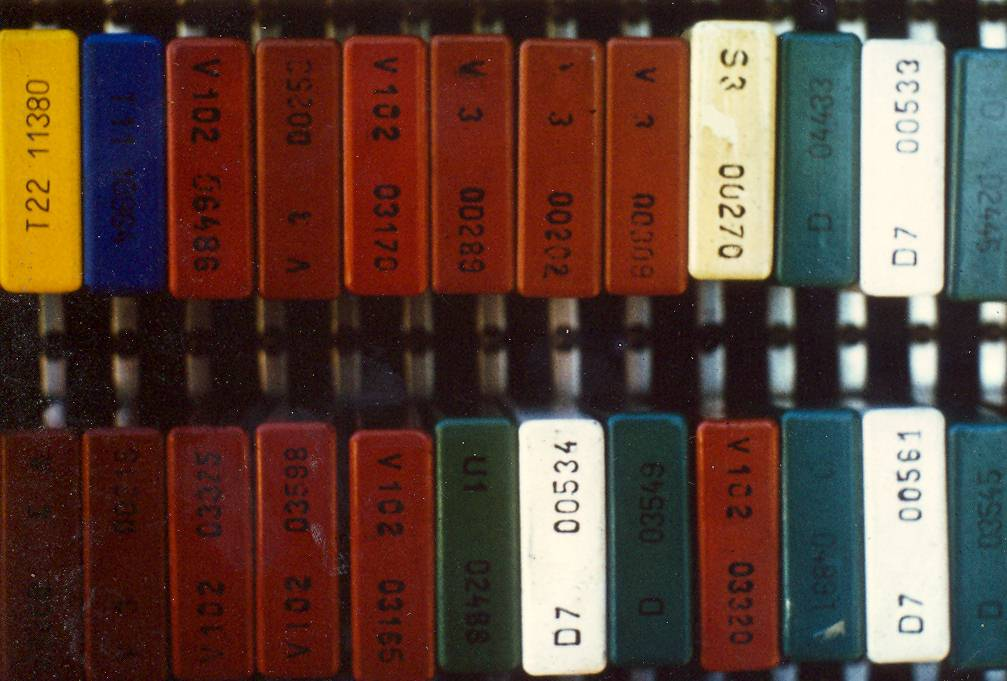
X1-Module nach Abriss, die Farbe kennzeichnet die Art des Logikgatters im Modul
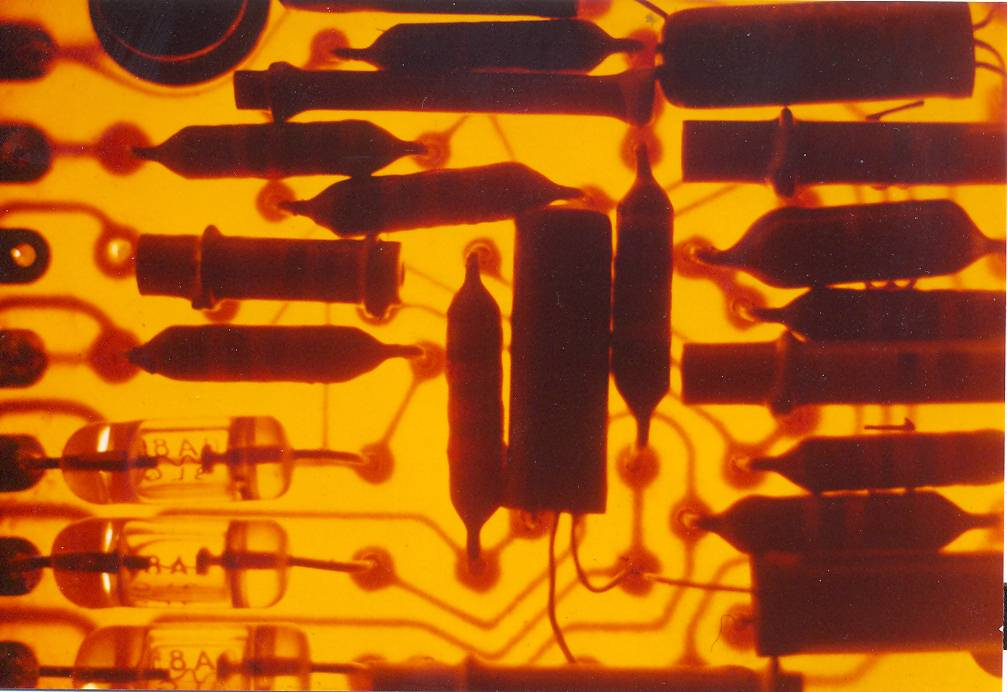
Innenleben eines X1-Moduls
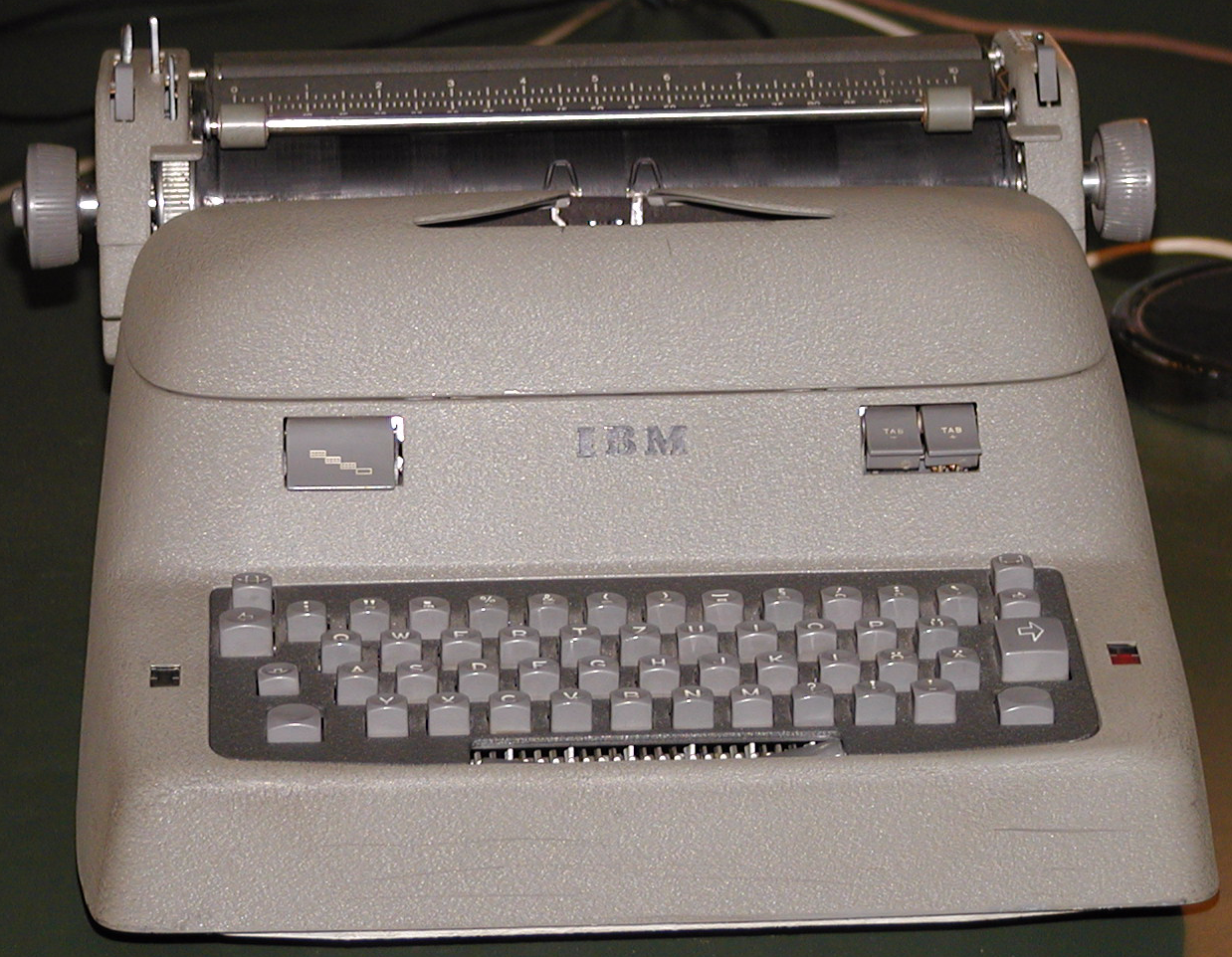
IBM-Schreibmaschine, wie sie in ähnlicher Version (ohne Tasten) als Ausgabeeinheit an die X1 angeschlossen werden konnte

## Referenzen
- Edsger W. Dijkstra: Communication with an Automatic Computer. Dissertation. University of Amsterdam, 1959.